# Frithiof Lundberg
Frithiof Lundberg, född 25 december 1850 i Jönköping, död 30 april 1909 i Jönköping, var en svensk målare och tecknare.
Han var son till köpmannen Lars S:son Lundberg och Carolina Runn. Han blev tidigt föräldralös och blev vid åtta års ålder omhändertagen av sin konstintresserade farbror källarmästaren Carl Johan Lundberg som ordnade att han vid lämplig ålder kunde studera konst vid Konstakademien i Stockholm. Som ung var Lundberg en ovanligt älskvärd karaktär men ytterst brådmogen men med en mycket dålig hälsa. På sin farbrors bekostnad fick han resa till Kanarieöarna för att där söka bot för sitt klena bröst. Det mesta av hans produktion från Spanienvistelsen förstördes genom en olyckshändelse under sjöresan hem till Sverige. På grund av sin sjukdom fick han avbryta sitt konstnärskap under de sista levnadsåren. Hans konst består av landskapsskildringar utförda i olja samt porträtt i blyerts.